# Wilhelm Emmanuel von Ketteler
Wilhelm Emmanuel von Ketteler, född den 25 december 1811 i Münster, Kungariket Westfalen, död den 13 juli 1877 i Burghausen, Kungariket Bayern, var en tysk friherre och ultramontan biskop, farbror till Klemens von Ketteler.
Ketteler uppfostrades 1824–1828 hos jesuiterna vid kollegiet i Brig (i schweiziska kantonen Valais) och blev prästvigd 1844. Invald i Frankfurtparlamentet 1848, väckte han stort uppseende genom sitt kraftiga liktal över dess vid septemberoroligheterna samma år mördade medlemmar, furst Lichnowski och Auerswald. 
1849 blev han prost vid Hedvigskyrkan i Berlin och 1850 biskop i Mainz. På sistnämnda plats, vilken han innehade till sin död, blev han ett av den ultramontana katolicismens förnämsta stöd i Tyskland. Bekant är hans mot protestantismen riktade herdabrev vid den helige Bonifatius sekularfest 1855. 
Med stor iver upprättade han katolska föreningar, uppfostringsanstalter och läroverk, allt ägnat att stärka relationen mellan befolkningen och prästerskapet. På konciliet i Rom 1869–1870 tillhörde Ketteler det mindretal av biskopar, som bestred ofelbarhetsdogmens "opportunitet", det vill säga lämpligheten av dess kungörande. 
Då frågan var avgjord, underkastade han sig mötets beslut och försvarade det. 1871 invaldes Ketteler i den första tyska riksdagen och blev en av ledarna för det klerikala Centrumpartiet, men nedlade snart sitt mandat. Under sina sista år såg han sitt inflytande minskat, men fortsatte ihärdigt att försvara ultramontanismens sak, även med pennan. 
I en predikan 1870 förklarade han den återerövrade floden Rhen ej vara en tysk, utan en katolsk flod. Även om han varken var i ovanligare grad begåvad eller synnerligen kunskapsrik, var Ketteler en genom sitt personliga anseende och sin slagfärdighet mycket inflytelserik
broschyrförfattare i kyrkopolitiska frågor. 
Bland hans till ett 40-tal uppgående stridsskrifter, av vilka många utkom i flera upplagor, må nämnas Freiheit, Auktorität und Kirche (1862), Das unfehlbare Lehramt des Papstes nach der Entscheidung des vaticanischen Koncils (1871), Die preussischen Gesetzentwürfe über die Stellung der Kirche zum Staate (1873) och Die Anschauungen des Cultusministers Falk über die katholische Kirche (1874).